# 333 Badenia
333 Badenia (/bəˈdiːniə/ bə-dee'-nee-ə ?) là một tiểu hành tinh lớn ở vùng ngoài cùng của vành đai chính. Nó thuộc nhóm tiểu hành tinh Hygiea, được xếp loại tiểu hành tinh kiểu C, có bề mặt tối, và thành phần cấu tạo là cacbonat.
Tiểu hành tinh này do Max Wolf phát hiện ngày 22.8.1892 ở Heidelberg, và được đặt theo tên vùng Baden của Đức.